# Exotic Tour/Summer Tour '94
Exotic Tour/Summer Tour '94 bylo v roce 1994 koncertní turné britské hudební skupiny Depeche Mode na podporu osmého studiového alba skupiny, Songs of Faith and Devotion, které vyšlo 22. března 1993. Turné bylo rozšířením Devotional Tour z roku 1993, během kterého skupina navštívila Evropu a Severní Ameriku.
Skupina během tohoto turné navštívila území, která nikdy předtím nenavštívila, neboť se do nějakého času nedostala do Afriky, Asie, Austrálie a Jižní Ameriky. Turné začalo 9. února v Johannesburgu v Jižní Africe. V květnu 1994 skupina opět navštívila Severní Ameriku. To byla druhá etapa severoamerických koncertů, která probíhala většinou ve venkovních prostorách a amfiteátrech.
Turné pro skupinu představovalo divoké časy, přičemž klávesista Andrew Fletcher byl nucen turné kvůli „duševní nestabilitě“ opustit a kvůli pokračujícím problémům s drogovou závislostí zpěváka Davea Gahana. Fletcher byl nahrazen Darylem Bamontem v období od dubna do července. Toto bylo také poslední turné s Alanem Wilderem jako členem Depeche Mode.

## Setlist
1. „Rush“
2. „Halo“
3. „Behind the Wheel“
4. „Everything Counts“
5. „World in My Eyes“
6. „Walking in My Shoes“
7. „Stripped“
8. „Condemnation“ (zpíval Martin Gore s výjimkou Johannesburgu)
9. Písně, které zpíval Martin Gore
  - „Judas“
  - „A Question of Lust“
  - „Waiting for the Night“
  - „One Caress“
  - „I Want You Now“
  - „Somebody“
10. „In Your Room“
11. „Never Let Me Down Again“
12. „I Feel You“
13. „Personal Jesus“

#### Přídavky 1
1. „Somebody“ (zpíval Martin Gore)
2. „Fly on the Windscreen“
3. „Enjoy the Silence“

#### Přídavky 2
1. „Policy of Truth“
2. „Clean“
3. „A Question of Time“

## Koncerty
| Datum           | Město            | Stát                   | Hala                                    | Předkapela                                        |
| --------------- | ---------------- | ---------------------- | --------------------------------------- | ------------------------------------------------- |
| Afrika          |                  |                        |                                         |                                                   |
| 9. února        | Johannesburg     | Jižní Afrika           | Standard Bank Arena                     | The Outsiders                                     |
| 11. února       | Johannesburg     | Jižní Afrika           | Standard Bank Arena                     | The Outsiders                                     |
| 12. února       | Johannesburg     | Jižní Afrika           | Standard Bank Arena                     | The Outsiders                                     |
| 14. února       | Johannesburg     | Jižní Afrika           | Standard Bank Arena                     | The Outsiders                                     |
| 15. února       | Johannesburg     | Jižní Afrika           | Standard Bank Arena                     | The Outsiders                                     |
| 18. února       | Kapské Město     | Jižní Afrika           | Good Hope Centre                        | The Outsiders                                     |
| 19. února       | Kapské Město     | Jižní Afrika           | Good Hope Centre                        | The Outsiders                                     |
| 23. února       | Durban           | Jižní Afrika           | ICC Durban Arena                        | The Outsiders                                     |
| 25. února       | Johannesburg     | Jižní Afrika           | Standard Bank Arena                     | The Outsiders                                     |
| 26. února       | Johannesburg     | Jižní Afrika           | Standard Bank Arena                     | The Outsiders                                     |
| Asie            |                  |                        |                                         |                                                   |
| 1. března       | Kallang          | Singapur               | Singapore Indoor Stadium                | neznámo                                           |
| Oceánie         |                  |                        |                                         |                                                   |
| 5. března       | Perth            | Austrálie              | Perth Entertainment Centre              | Caligula                                          |
| 7. března       | Adelaide         | Austrálie              | Thebarton Theatre                       | Caligula                                          |
| 8. března       | Melbourne        | Austrálie              | Rod Laver Arena                         | Caligula                                          |
| 10. března      | Brisbane         | Austrálie              | Brisbane Festival Hall                  | Caligula                                          |
| 12. března      | Sydney           | Austrálie              | Sydney Entertainment Centre             | Caligula                                          |
| Asie            |                  |                        |                                         |                                                   |
| 16. března      | Hongkong         | Čína                   | Hong Kong Stadium                       | neznámo                                           |
| 18. března      | Manila           | Filipíny               | Folk Arts Theater                       | The Rizal Underground                             |
| 19. března      | Manila           | Filipíny               | Folk Arts Theater                       | The Rizal Underground                             |
| Severní Amerika |                  |                        |                                         |                                                   |
| 25. března      | Honolulu         | Spojené státy americké | Blaisdell Arena                         | Bez předkapely                                    |
| 26. března      | Honolulu         | Spojené státy americké | Blaisdell Arena                         | Bez předkapely                                    |
| Jižní Amerika   |                  |                        |                                         |                                                   |
| 4. dubna        | São Paulo        | Brazílie               | Olímpia                                 | neznámo                                           |
| 5. dubna        | São Paulo        | Brazílie               | Olímpia                                 | neznámo                                           |
| 8. dubna        | Buenos Aires     | Argentina              | Estadio José Amalfitani                 | Babasónicos and Juana La Loca                     |
| 10. dubna       | Santiago         | Chile                  | Estadio Nacional de Chile               | neznámo                                           |
| Střední Amerika |                  |                        |                                         |                                                   |
| 14. dubna       | San José         | Kostarika              | Gimnasio Nacional                       | April's Motel Room a Igni Ferroque                |
| Severní Amerika |                  |                        |                                         |                                                   |
| 16. dubna       | Monterrey        | Mexiko                 | Auditorio Fundidora                     | Bez předkapely                                    |
| 12. května      | Sacramento       | Spojené státy americké | Cal Expo Amphitheater                   | Stabbing Westward a Primal Scream                 |
| 14. května      | Mountain View    | Spojené státy americké | Shoreline Amphitheatre                  | Stabbing Westward a Primal Scream                 |
| 15. května      | Concord          | Spojené státy americké | Concord Pavilion                        | Stabbing Westward a Primal Scream                 |
| 17. května      | Las Vegas        | Spojené státy americké | Aladdin Theatre for the Performing Arts | Stabbing Westward a Primal Scream                 |
| 18. května      | Phoenix          | Spojené státy americké | Desert Sky Pavilion                     | Stabbing Westward a Primal Scream                 |
| 20. května      | Irvine           | Spojené státy americké | Irvine Meadows Amphitheatre             | Stabbing Westward a Primal Scream                 |
| 21. května      | San Bernardino   | Spojené státy americké | Blockbuster Pavilion                    | Turning Keys, Stabbing Westward and Primal Scream |
| 24. května      | Park City        | Spojené státy americké | Park West Amphitheatre                  | Stabbing Westward a Primal Scream                 |
| 28. května      | Bonner Springs   | Spojené státy americké | Sandstone Amphitheater                  | Stabbing Westward a Primal Scream                 |
| 29. května      | Maryland Heights | Spojené státy americké | Riverport Amphitheatre                  | Stabbing Westward a Primal Scream                 |
| 31. května      | San Antonio      | Spojené státy americké | Civic Auditorium                        | Stabbing Westward a Primal Scream                 |
| 1. června       | The Woodlands    | Spojené státy americké | Cynthia Woods Mitchell Pavilion         | Stabbing Westward a Primal Scream                 |
| 3. června       | Dallas           | Spojené státy americké | Coca-Cola Starplex Amphitheatre         | Stabbing Westward a Primal Scream                 |
| 5. června       | Biloxi           | Spojené státy americké | Mississippi Coast Coliseum              | Stabbing Westward a Primal Scream                 |
| 8. června       | Charlotte        | Spojené státy americké | Carowinds Palladium                     | Stabbing Westward a Primal Scream                 |
| 9. června       | Atlanta          | Spojené státy americké | Coca-Cola Lakewood Amphitheatre         | Stabbing Westward a Primal Scream                 |
| 11. června      | Tinley Park      | Spojené státy americké | World Music Theatre                     | Stabbing Westward a Primal Scream                 |
| 12. června      | Cuyahoga Falls   | Spojené státy americké | Blossom Music Center                    | Stabbing Westward a Primal Scream                 |
| 14. června      | Columbia         | Spojené státy americké | Merriweather Post Pavilion              | Stabbing Westward a Primal Scream                 |
| 16. června      | Wantagh          | Spojené státy americké | Jones Beach Amphitheater                | Stabbing Westward a Primal Scream                 |
| 17. června      | Wantagh          | Spojené státy americké | Jones Beach Amphitheater                | Stabbing Westward a Primal Scream                 |
| 20. června      | Vaughan          | Kanada                 | Kingswood Music Theatre                 | Stabbing Westward a Primal Scream                 |
| 21. června      | Montreal         | Kanada                 | Montreal Forum                          | Stabbing Westward a Primal Scream                 |
| 23. června      | Mansfield        | Spojené státy americké | Great Woods Performing Arts Center      | Stabbing Westward a Primal Scream                 |
| 24. června      | Holmdel Township | Spojené státy americké | Garden State Arts Center                | Stabbing Westward a Primal Scream                 |
| 28. června      | Philadelphia     | Spojené státy americké | The Spectrum                            | Stabbing Westward a Primal Scream                 |
| 29. června      | Burgettstown     | Spojené státy americké | Star Lake Amphitheatre                  | Stabbing Westward a Primal Scream                 |
| 1. července     | Columbus         | Spojené státy americké | Polaris Amphitheater                    | Stabbing Westward a Primal Scream                 |
| 3. července     | Clarkston        | Spojené státy americké | Pine Knob Music Theatre                 | Stabbing Westward a Primal Scream                 |
| 4. července     | Clarkston        | Spojené státy americké | Pine Knob Music Theatre                 | Stabbing Westward a Primal Scream                 |
| 6. července     | Cincinnati       | Spojené státy americké | Riverbend Music Center                  | Stabbing Westward a Primal Scream                 |
| 7. července     | Milwaukee        | Spojené státy americké | Marcus Amphitheater                     | Stabbing Westward a Primal Scream                 |
| 8. července     | Indianapolis     | Spojené státy americké | Deer Creek Music Center                 | Stabbing Westward a Primal Scream                 |

## Hudebníci

### Depeche Mode
- Dave Gahan – zpěv
- Martin Gore – kytara, syntezátor, sampler, vokály a doprovodný zpěv
- Alan Wilder – syntezátor, sampler, klavír, bicí, perkuse, doprovodný zpěv
- Andrew Fletcher – syntezátor, sampler (pouze do března)

### Hostující hudebníci
- Daryl Bamonte – syntezátor, sampler (náhrada za Andrewa Fletchera)
- Hildia Campbell – doprovodný zpěv
- Samantha Smith – doprovodný zpěv